# Estreito de Henichesk

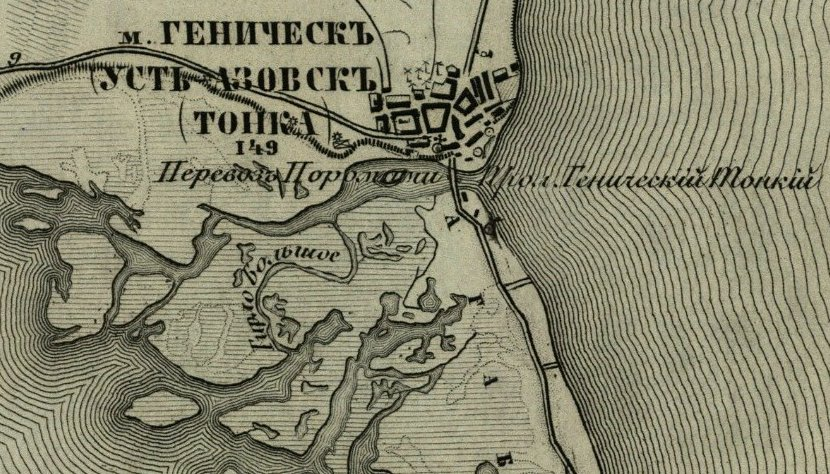
Mapa antigo do Estreito de Henichesk

O estreito de Henichesk (em russo:  Генический пролив, transl. Genicheskii proliv; em ucraniano:  Генічеська протока, transl. Henicheska protoka) é um estreito que conecta o Syvash (o sistema de lagoas rasas que separa a Crimeia da Ucrânia a leste do Istmo de Perekop) com o Mar de Azov. Separa a ponte terrestre de Arabat do continente.
O estreito tem cerca de 4 km de comprimento e uma largura que varia de 80 a 150 metros, com uma profundidade de 4,6 metros. Por causa de sua estreiteza, é também às vezes chamado estreito Fino (em russo:  Тонкий пролив, em ucraniano:  тонкий протоку). A direção do fluxo depende do vento. No lado norte do estreito está a cidade e o porto de Henichesk na Ucrânia.